# Idziemy (film)
Idziemy (węg. Megyünk) – węgierski film krótkometrażowy z 2007 roku w reżyserii Simona Szabó. Premiera filmu miała miejsce 14 czerwca 2007 roku.

## Obsada
- Bálint Révész
- Vilmos Csatlós
- Anand Khasbajar
- Simon Szabó - pracownik stacji benzynowej